# Abhinanda
Gli Abhinanda sono un gruppo hardcore punk/straight edge svedese, formato nel 1992 a Umeå.

## Storia del gruppo
Gli Abhinanda si formano per idea di José Saxlund, Jonas Lyxzén e Adam Nilsson, tra loro amici, e Mattias Abrahamsson, compagno di scuola di Lyxzén. Dopo aver registrato un demo ed aver suonato in concerti locali, decidono di incidere un mini-CD, Darkness of Ignorance, pubblicato dalla Desperate Fight Records, etichetta appena creata dallo stesso Saxlund.
In questo periodo viene ingaggiato Kristofer Steen, con il quale Abrahammson suonava nei BSP, ed iniziano a scrivere le canzoni per il primo album di studio, Senseless, pubblicato poi nel 1994. Nel 1993 partono in tour per la Norvegia con i Refused, mentre nell'estate successiva, dopo la pubblicazione di Senseless, suonano in un breve tour per l'Europa.
Con l'ingresso di Steen nei Refused, viene ingaggiato come nuovo chitarrista Pär Hansson, che ha da poco lasciato gli stessi Refused. Dopo la pubblicazione nel 1995 del nuovo EP, Neverending Well of Bliss, Daniel Berglund viene ingaggiato nella band per sostituire come batterista Lyxzén.
Nel 1996 esce il nuovo album di studio, s/t, cui seguono tour in Norvegia, Svezia, Germania, Belgio e Austria, nonché un nuovo cambio di chitarrista, con Nicklas Rudolfsson al posto di Nilsson. Nel 1998 viene registrato e pubblicato The Rumble, cui seguono nuovi tour in Spagna e Svezia, prima che la band si sciolga nell'anno successivo.
Nel 2004 gli Abhinanda si sono riuniti per un concerto a Umeå, mentre nel 2009 è uscita la loro prima raccolta Kizuna, pubblicata per il mercato giapponese dalla Alliance Trax Records.

## Formazione

### Formazione attuale
- Jonas Lyxzén
- Adam Nilsson
- Mattias Abrahamsson
- Pär Hansson
- José Saxlund

### Ex componenti
- Daniel Berglund
- Jakob Nyström
- Niklas Rudolfsson
- Kristofer Steen

## Discografia

### Album studio
- 1994 - Senseless
- 1996 - s/t
- 1998 - The Rumble

### Raccolte
- 2009 - Kizuna

### EP
- 1993 - Darkness of Ignorance
- 1995 - Neverending Well of Bliss
- 1998 - split con gli Unbroken

### Apparizioni in compilation
- 1994 - Remark of Frustration in Straight Edge as Fuck
- 1995- All of Us in Straight Edge as Fuck II
- 1996 - Skulls in Children in Heat (Hellbound Heart)
- 1996 - Meat Is Murder in Defenders of the Oppressed Breed (NSMPD)
- 1997 - Crashing in The Return of Jesus Part II (Birdnest)
- 1997 - Desasir in Straight Edge as Fuck III
- 1998 - Top of the World in Still Screaming (Burning Heart)